# Benno Schotz
Benno Schotz (n. 28 de agosto de 1891 en Kuressaare- f. 11 de octubre de 1984 en Glasgow), fue un escultor de Escocia.

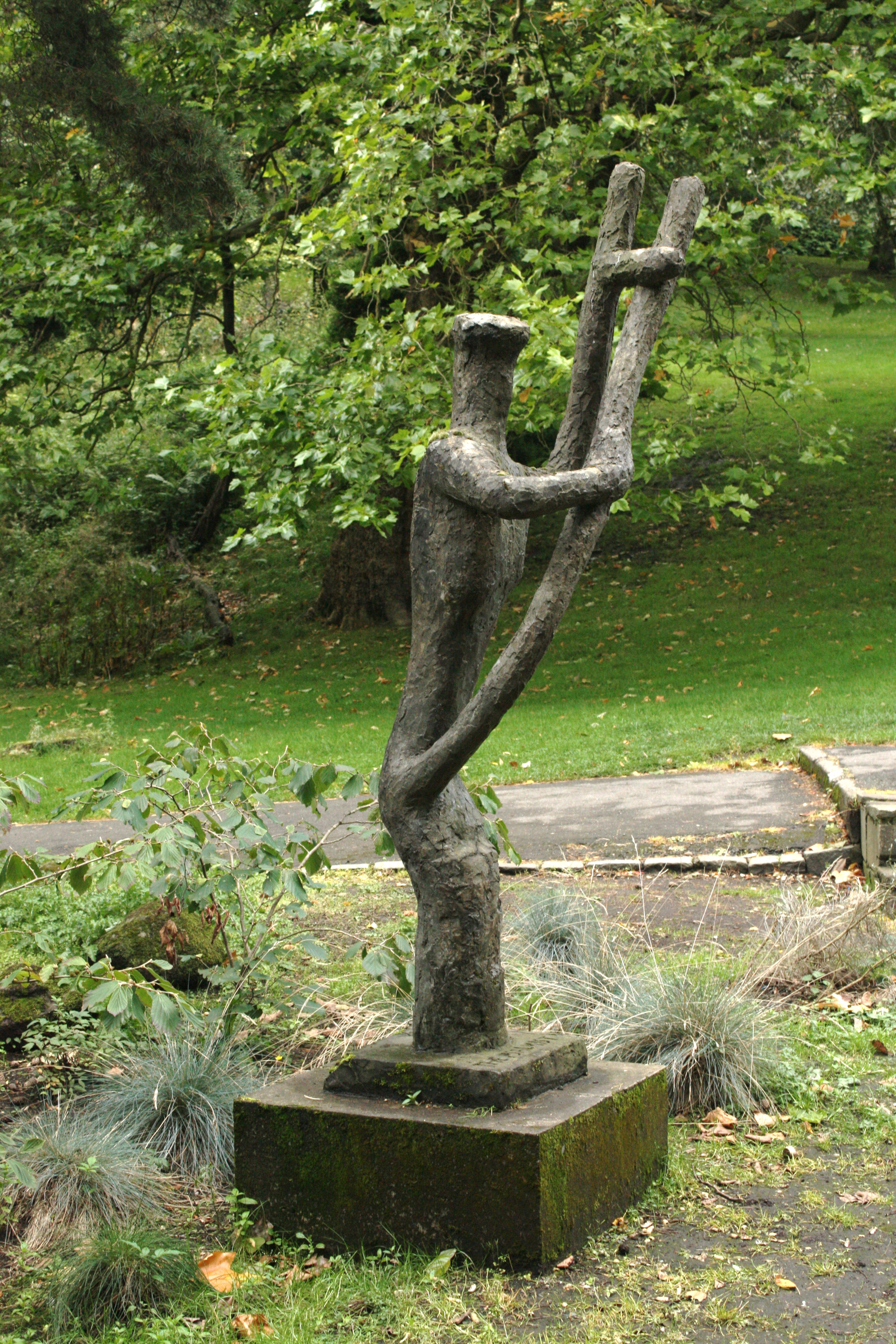
The Psalmist (1974). Kelvingrove Park, Glasgow, Scotland.
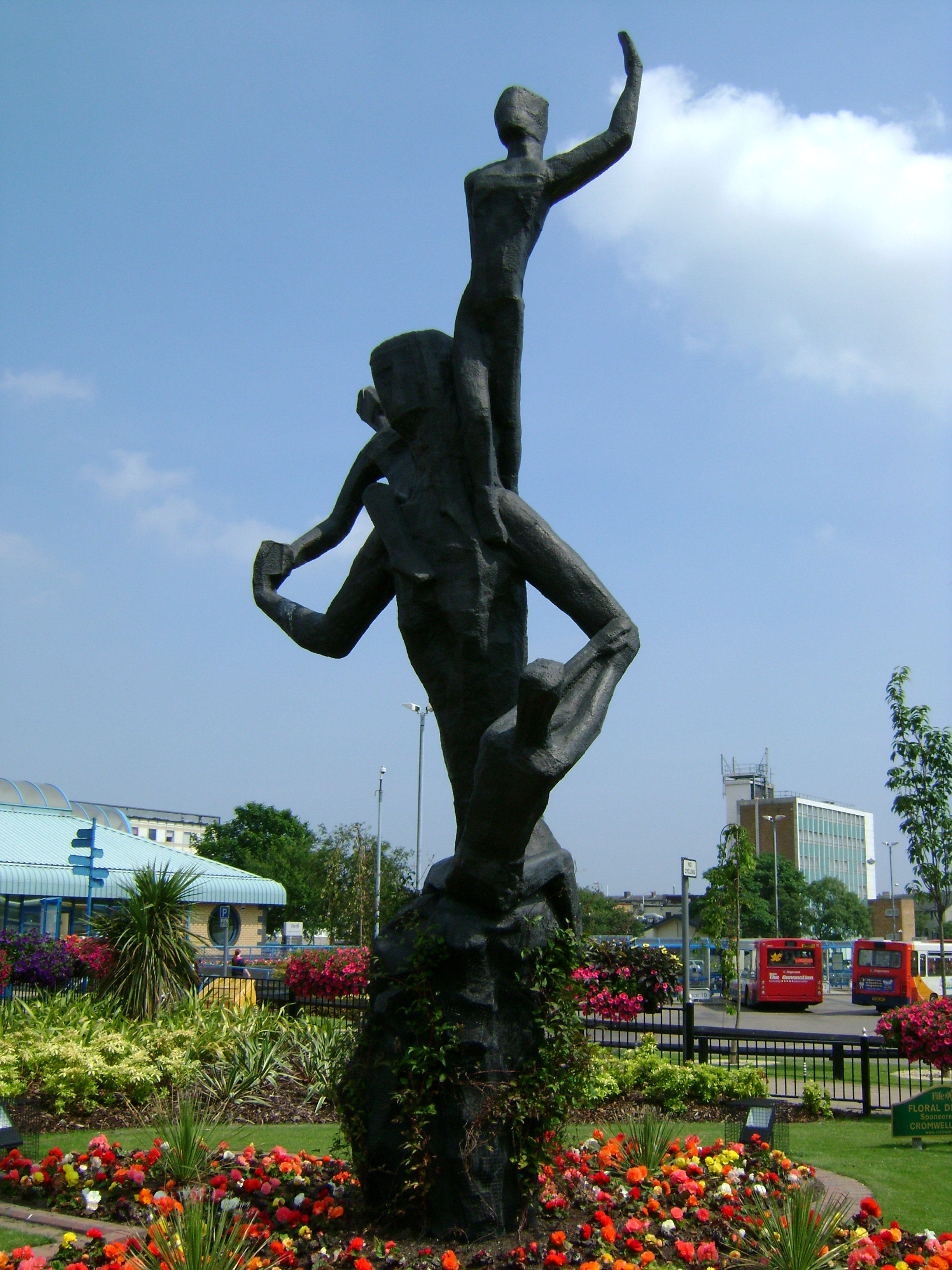
Ex Terra Vis en Glenrothes.